# 星森ゆきも
星森 ゆきも（ほしもり ゆきも、2月22日 - ）は、日本の漫画家。東京都出身。血液型はA型。

## 来歴・人物
2008年、小学館の『Sho-Comi』増刊12月15日号にて掲載された、「つめたくしないで」でデビュー。
デビュー当時は同じく『Sho-Comi』漫画家、華夜の元でアシスタントを経験している。
少女漫画を描きたいと思ったきっかけは、猫部ねこの『きんぎょ注意報!』を読んだことから。
『Sho-Comi』でデビューする以前は他誌に6年間ほど投稿していたが、結果を残せない日々が続き、20歳からの数年は思ったものが描けなくなり、漫画を読むのも嫌な時期があった。その時期を本人は「暗黒時代」と語っている。
そして2008年、「これでダメなら漫画家を諦めよう」と思い、最後に『Sho-Comi』へ投稿した「つめたくしないで」で当時の担当に拾ってもらうことになり、デビューに至る。
『ういらぶ。 -初々しい恋のおはなし-』の実写映画化が決定し、2018年に公開。
2021年、『Sho-ComiX』2月14日号より、名前を漢字にした星森柚稀も名義に変更し、『おとなの初恋』の連載を開始。

## 作品リスト

### 連載作品
- 彼は冷たいフリをして（『Sho-Comi』2009年15号 - 17号）
- 萌撮♥もえちゃん（『Sho-Comi』2010年14号[9] - 16号）
- 新婚（仮）中♥（『Sho-Comi』2011年3・4合併号[10] - 6号）
- 私立白薔薇学園の秘密（『Sho-Comi』2011年16号[11] - 18号）
- 片恋電車（『Sho-Comi』2011年22号[12] - 2012年2号）
- りんごは恋ずっぱい（『Sho-Comi』2012年8号 - 12号）
- ヒミツなキミに恋をした。（『Sho-Comi』2012年17号 - 2013年3・4合併号）
- 恋するみつば（『Sho-Comi』2013年11号[13] - 2014年8号）
- そらときみと。（『Sho-Comi』2014年12号[14] - ）
- ういらぶ。 -初々しい恋のおはなし-（『Sho-Comi』2015年9号[15] - 2017年16号[16]）
- 花とモンキー（『Sho-Comi』2017年18号[17] - 20号）
- 恋するレイジー（『Sho-Comi』2017年23号 - 2019年11号）
- ダーリンマニアック（『Sho-Comi』2019年17号[18] - 2020年18号）
- おとなの初恋（『Sho-ComiX』2021年2月14日号[8] - ）
- あおはるフレグランス（漫画：岩華すもも、『Sho-Comi』2025年16号[19] - ） - 原案担当[19]。

### 読み切り作品
- つめたくしないで
- さわっちゃダメ!
- 17cm先の片想い
- 誰よりそばで片想い
- 執事な恋人
- ぷにぷにほっぺの恋
- その声にあ〜ん。
- 「はじめて」あげる!
- オトナになりたい!
- この恋が、たとえ叶わなくても
- ハニーバニララテぷり〜ず!!
- こっち向いてダーリン!!
- ミントガムぷり〜ず!!
- お兄ちゃんぷり〜ず!!
- ストロベリーぷり〜ず!!
- ハジメテぷり〜ず!!
- 片恋グラウンド
- この恋、レアものにつき。

### 書籍
- 『彼は冷たいフリをして』
- 『萌撮♥もえちゃん』
- 『新婚（仮）中♥』
- 『ハニーバニララテぷり〜ず!!』
- 『私立白薔薇学園の秘密』
- 『片恋電車』
- 『りんごは恋ずっぱい』
- 『恋するみつば』全4巻
- 『そらときみと。』全3巻
- 『ういらぶ。-初々しい恋のおはなし-』全11巻
- 『ダーリンマニアック』全5巻
- 『おとなの初恋』小学館〈フラワーコミックス〉、2021年[20] - 、既刊6巻（2024年2月26日現在）

#### オムニバス作品
- 放課後、キミと恋をして。
  - 「誰よりそばで片想い」収録
- 先生〜これが恋ですか?〜
  - 「つめたくしないで」収録
- 幼なじみじゃダメですか?
- 初めてのお泊り
  - 「ハジメテぷり〜ず!!」収録